# Riikka Pakarinen
Riikka Pakarinen (ur. 24 sierpnia 1981 w Varkaus) – fińska polityk, posłanka do Parlamentu Europejskiego VII kadencji.

## Życiorys
Uzyskała magisterium z nauk społecznych na Uniwersytecie Lapońskim w Rovaniemi. Kształciła się także w zakresie języka portugalskiego. Pracowała na różnych stanowiskach, później była asystentką eurodeputowanych Partii Centrum (Kesk.) i ministra Paava Väyrynena.
W wyborach europejskich w 2009 (jako Riikka Manner) z listy centrystów uzyskała mandat posłanki do Parlamentu Europejskiego VII kadencji. Przystąpiła do frakcji ALDE, zasiadła także w Komisji Rozwoju Regionalnego.